# Imaculada Conceição
A Imaculada Conceição ou Imaculada Concepção é um dogma da Igreja Católica que afirma que a Virgem Maria foi preservada do pecado original desde o momento de sua concepção. O dogma diz que, desde o primeiro instante de sua concepção, a Virgem Maria foi preservada por Deus da falta de graça santificante que aflige a humanidade, sendo portanto cheia de graça divina. A Igreja Católica também professa que a Virgem Maria viveu uma vida completamente livre de pecado.

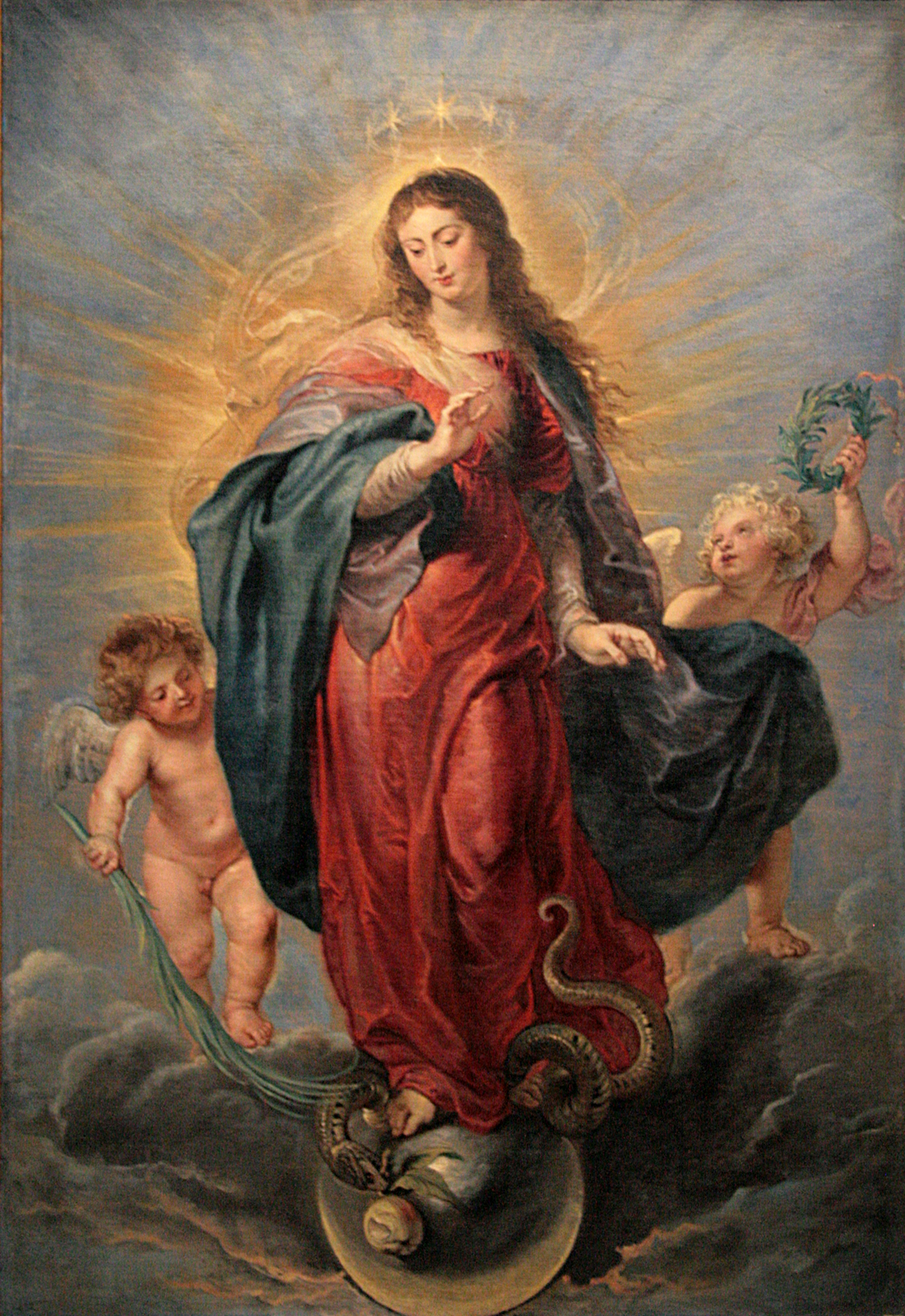
Imaculada Conceição de Peter Paul Rubens no Museu do Prado.

A festa da Imaculada Conceição, comemorada em 8 de dezembro, foi inscrita no calendário litúrgico pelo Papa Sisto IV, em 28 de fevereiro de 1477. Atualmente, a solenidade da Imaculada Conceição de Maria (8 de Dezembro) é festa de guarda em toda a Igreja Católica, exceto em certas dioceses ou países onde, com a prévia aprovação da Santa Sé, a sua celebração foi suprimida ou transferida para um domingo. Festa de guarda significa que todos os fiéis católicos devem obrigatoriamente participar da missa, como se fosse um domingo.
A Imaculada Conceição da Virgem Maria foi solenemente definida como dogma pelo Papa Pio IX em sua bula Ineffabilis Deus em 8 de dezembro de 1854.
A Igreja Católica considera que este dogma é apoiado pela Bíblia (por exemplo, Maria sendo cumprimentada pelo Anjo Gabriel como "cheia de graça"), bem como pelos escritos dos Padres da Igreja, como Irineu de Lyon e Ambrósio de Milão. Uma vez que Jesus tornou-se encarnado no ventre da Virgem Maria, era favorável que ela estivesse completamente livre de pecado para poder gerar seu Filho.

### Em Portugal

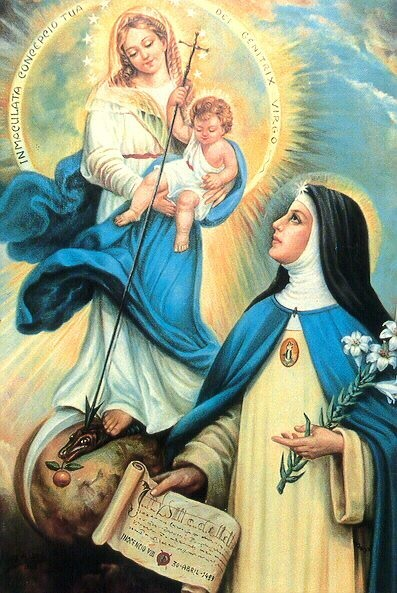
A portuguesa Santa Beatriz da Silva fundou a Ordem da Imaculada Conceição dedicada à contemplação desse mistério da vida da Virgem Maria.

### Brasil

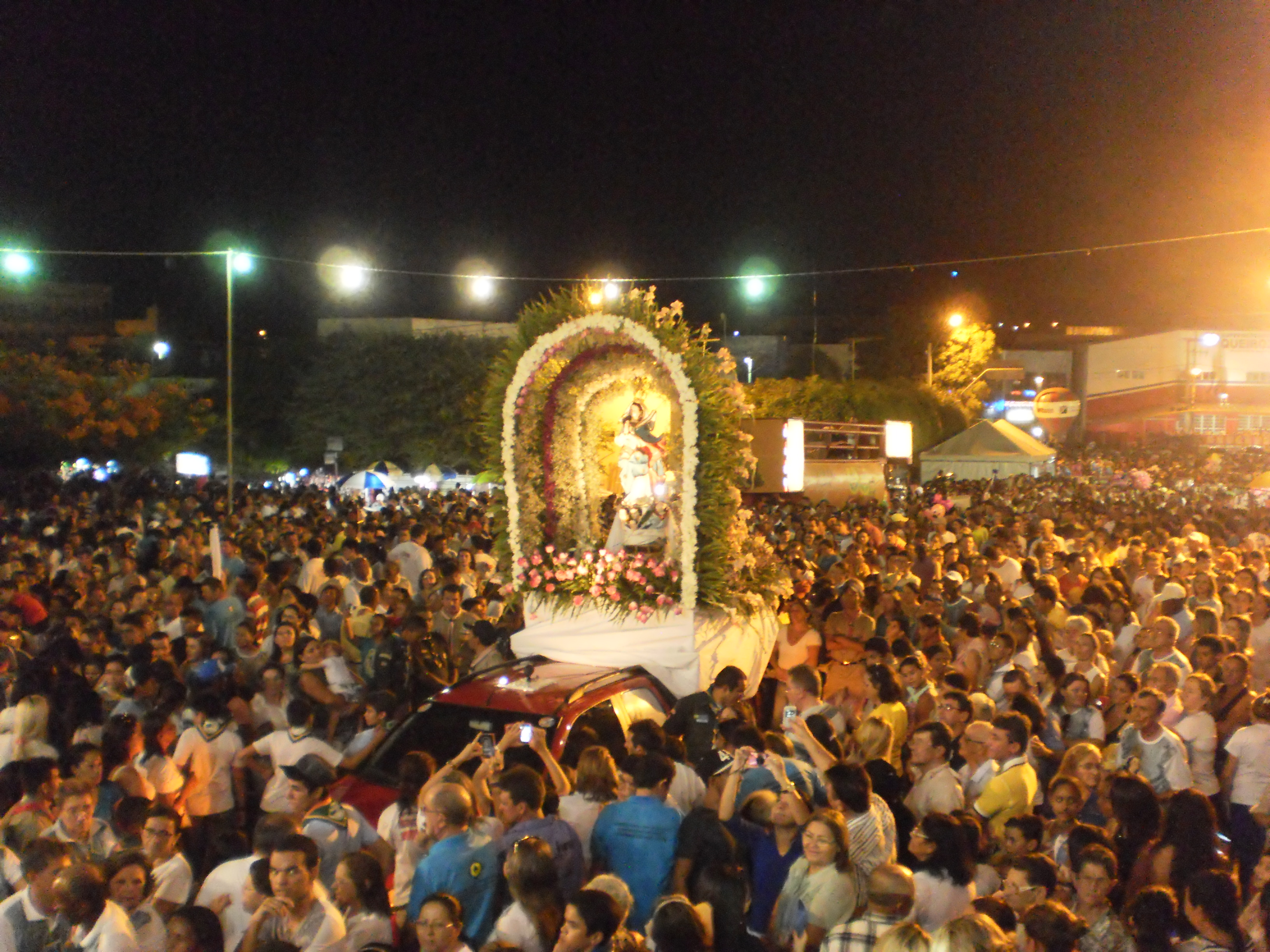
Procissão de encerramento da festa de Nossa Senhora da Conceição em Pau dos Ferros, Rio Grande do Norte.

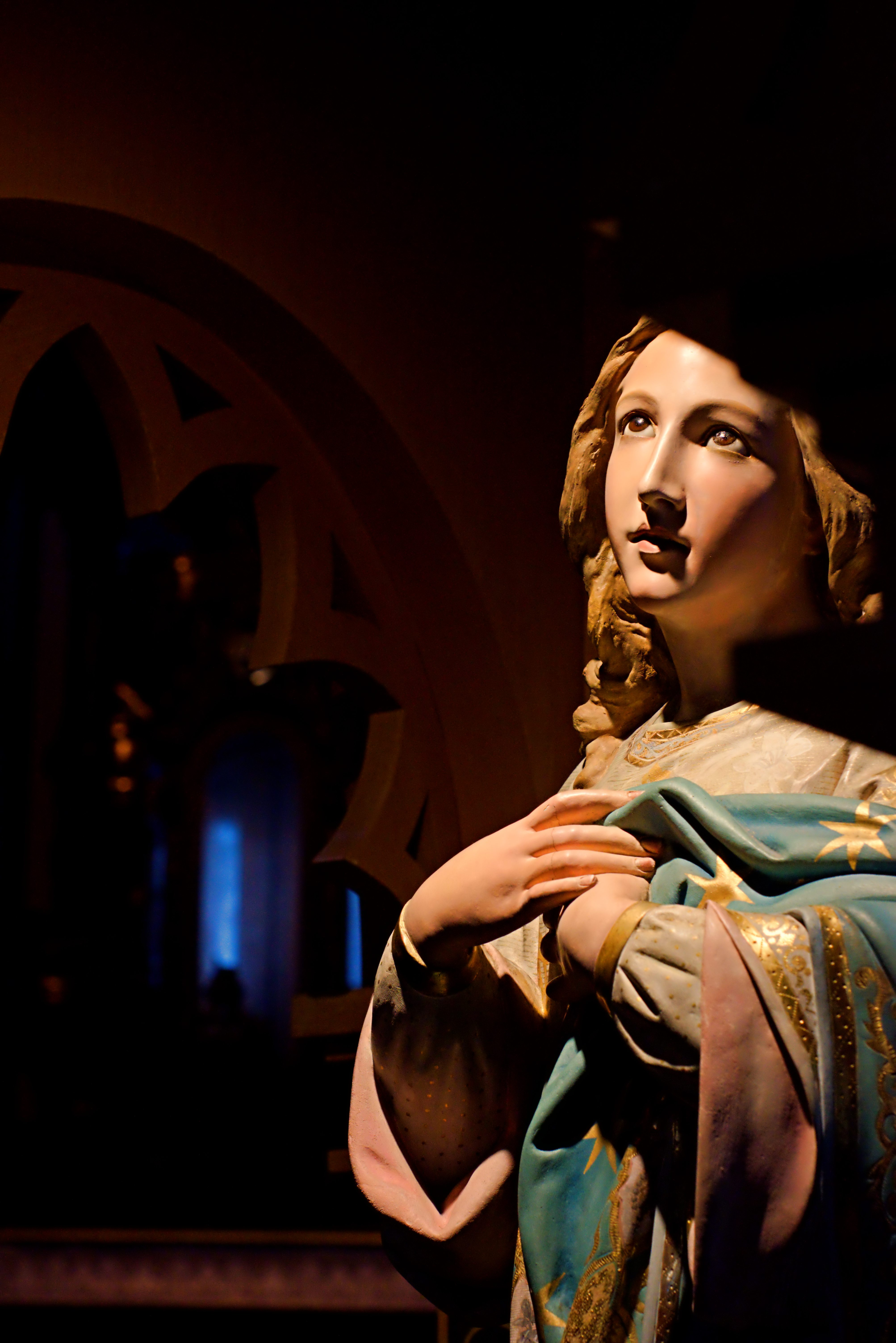
Imagem de Nossa Senhora da Imaculada Conceição da Catedral Metropolitana de Campinas.

## Imaculada Conceição na arte

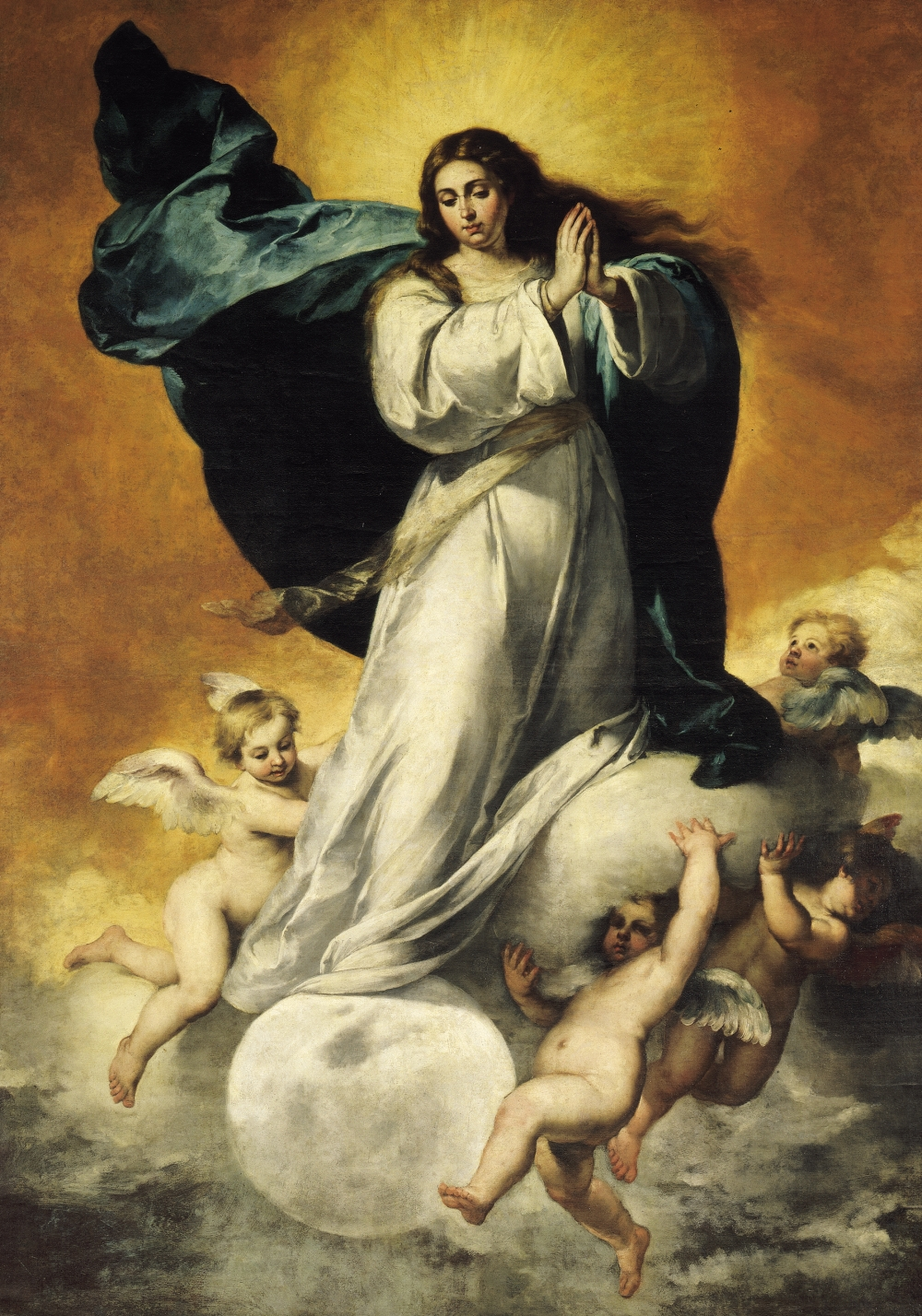
Murillo, Imaculada Conceição, 1650
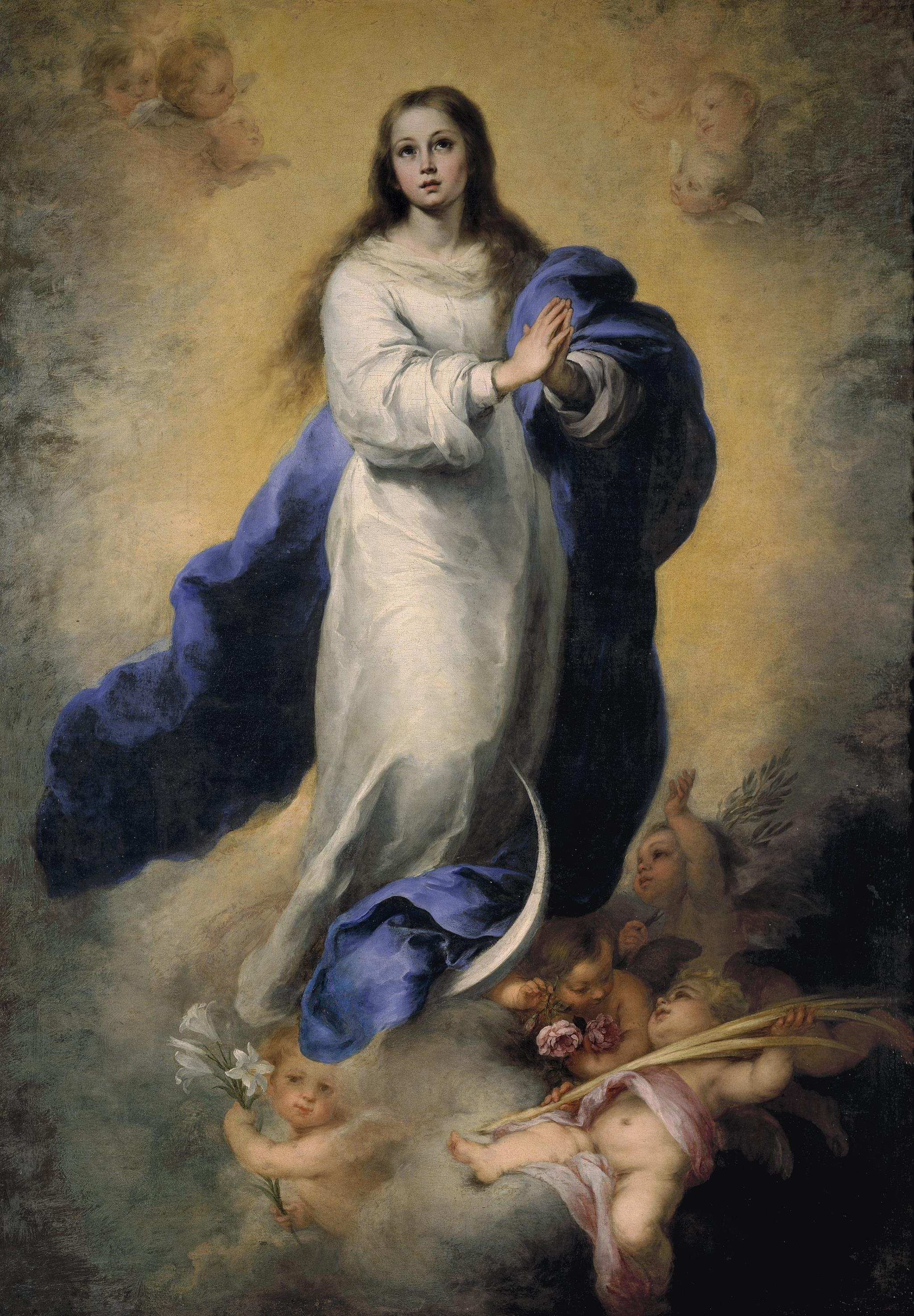
Murillo, Imaculada Conceição, 1660
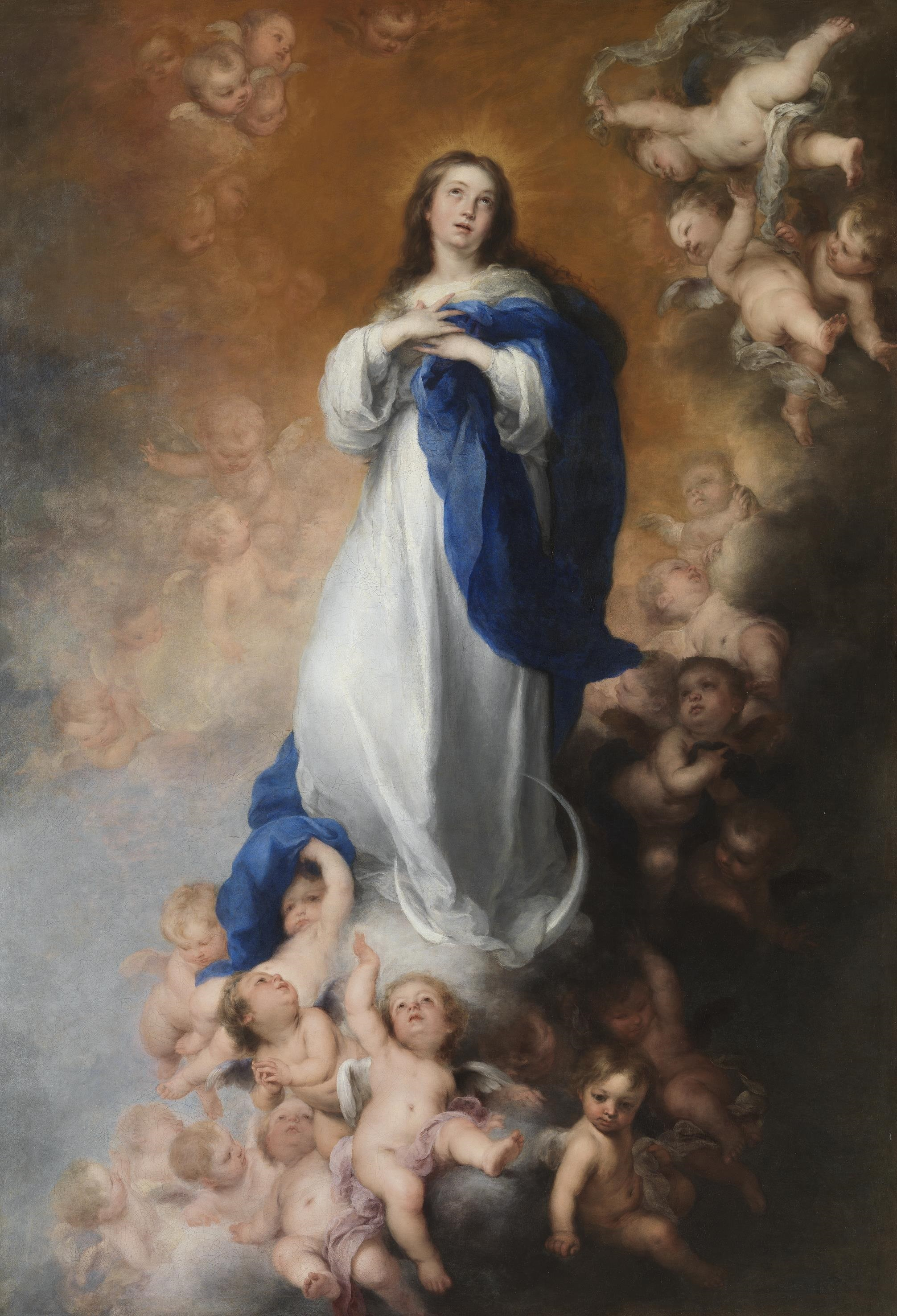
Murillo, Imaculada Conceição, 1678
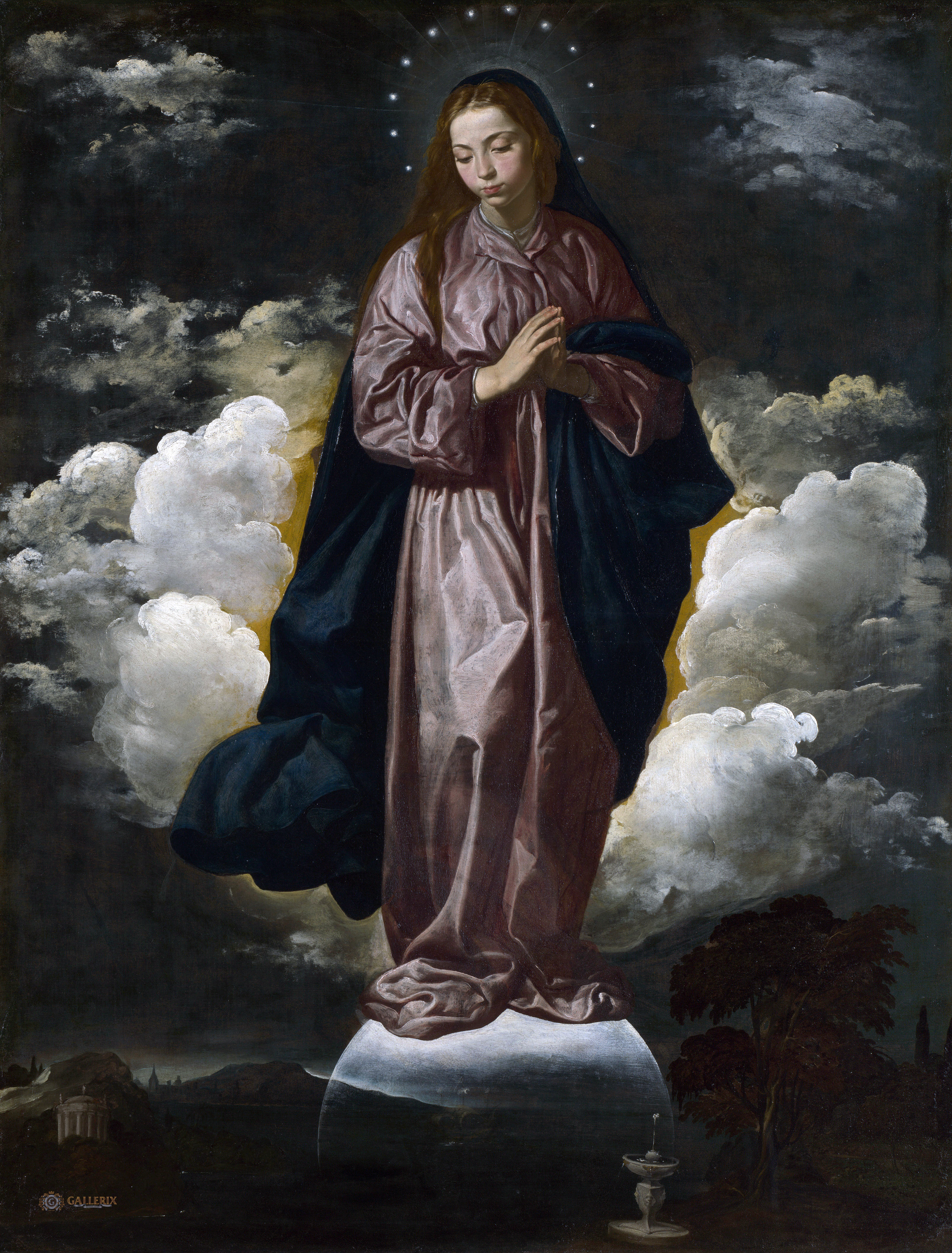
Velázquez, Imaculada Conceição, 1618
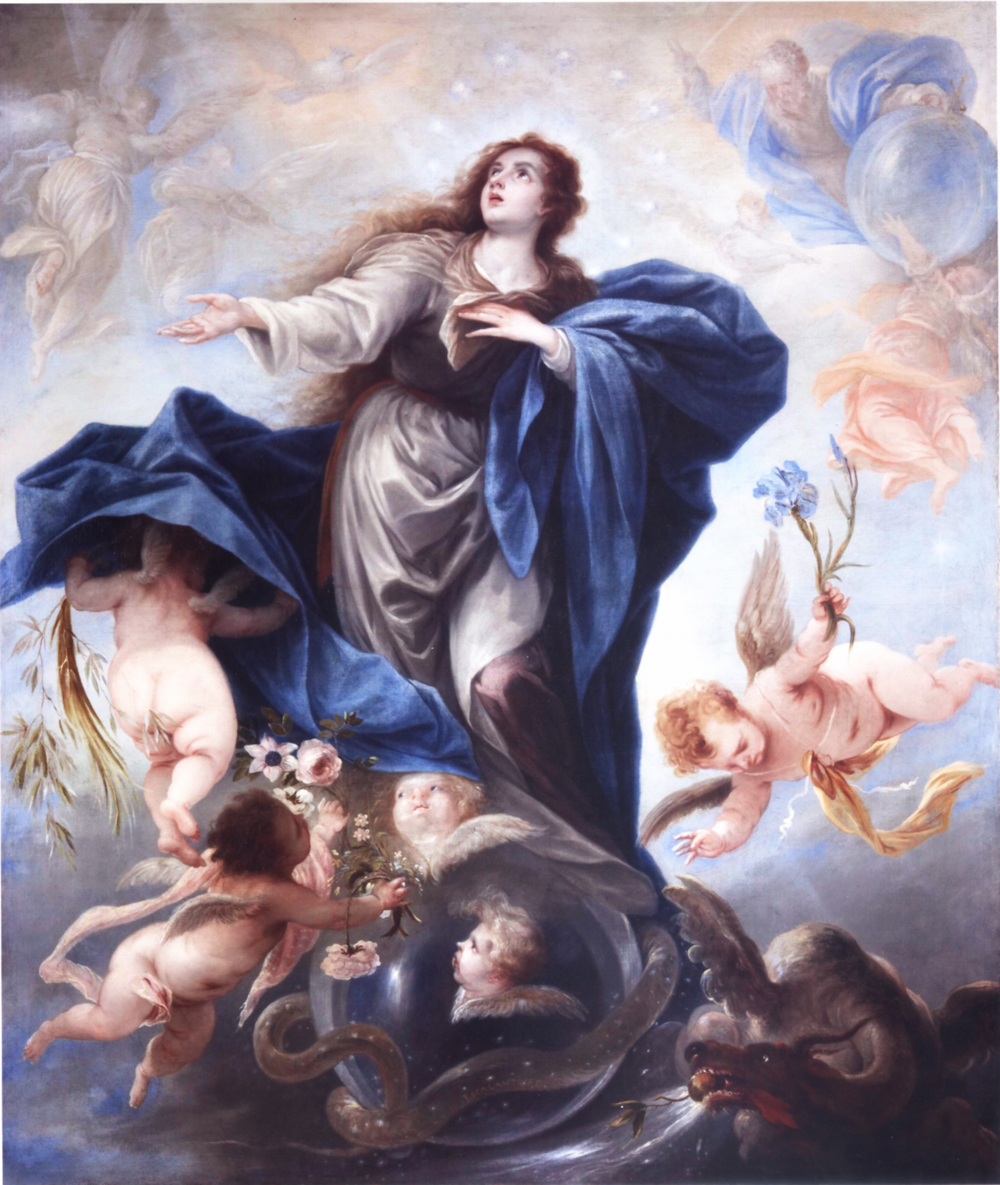
Juan Antonio Escalante, século XVII
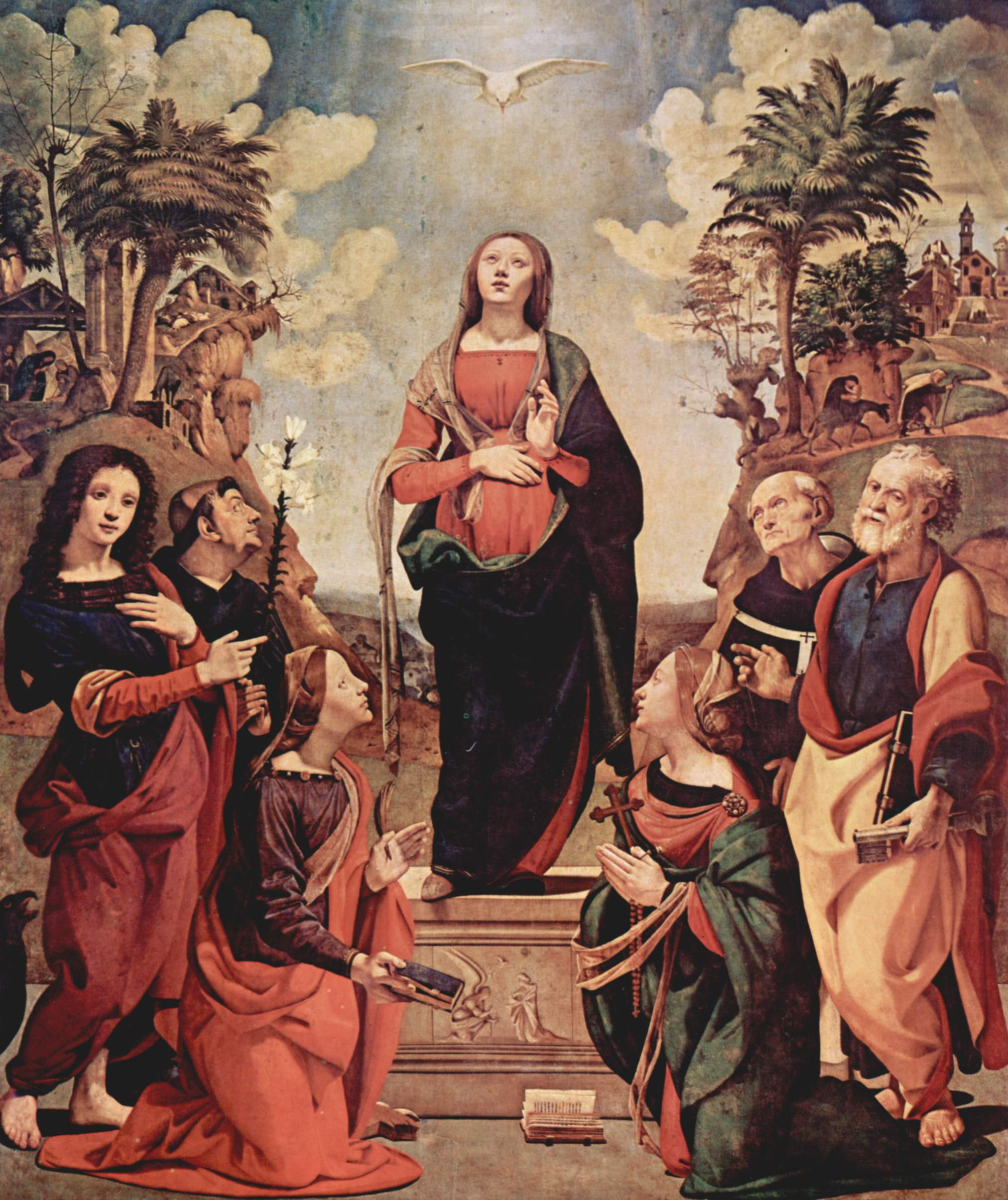
Imaculada Conceição de Piero di Cosimo, de 1505
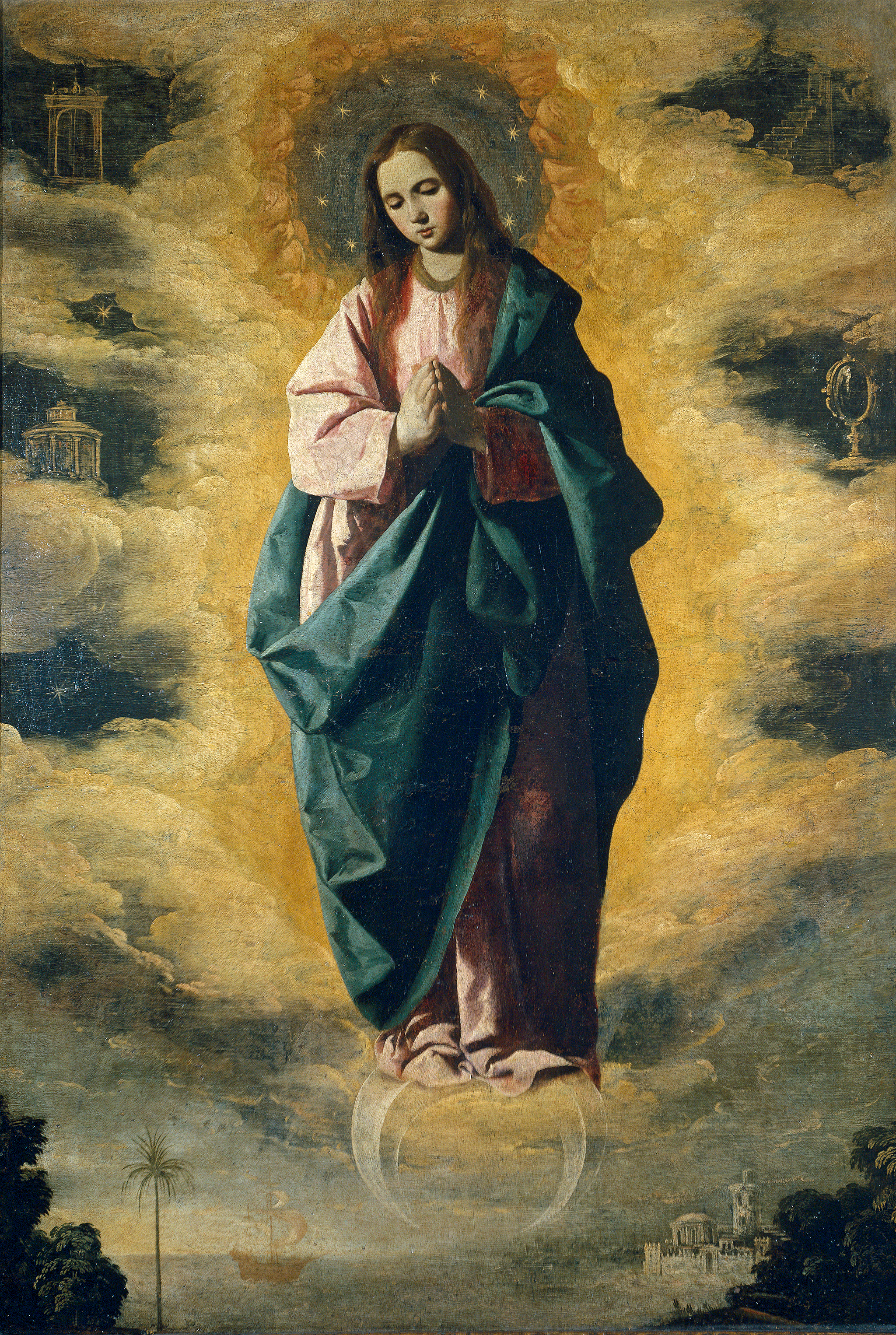
Imaculada Conceição de Francisco de Zurbarán, de 1630
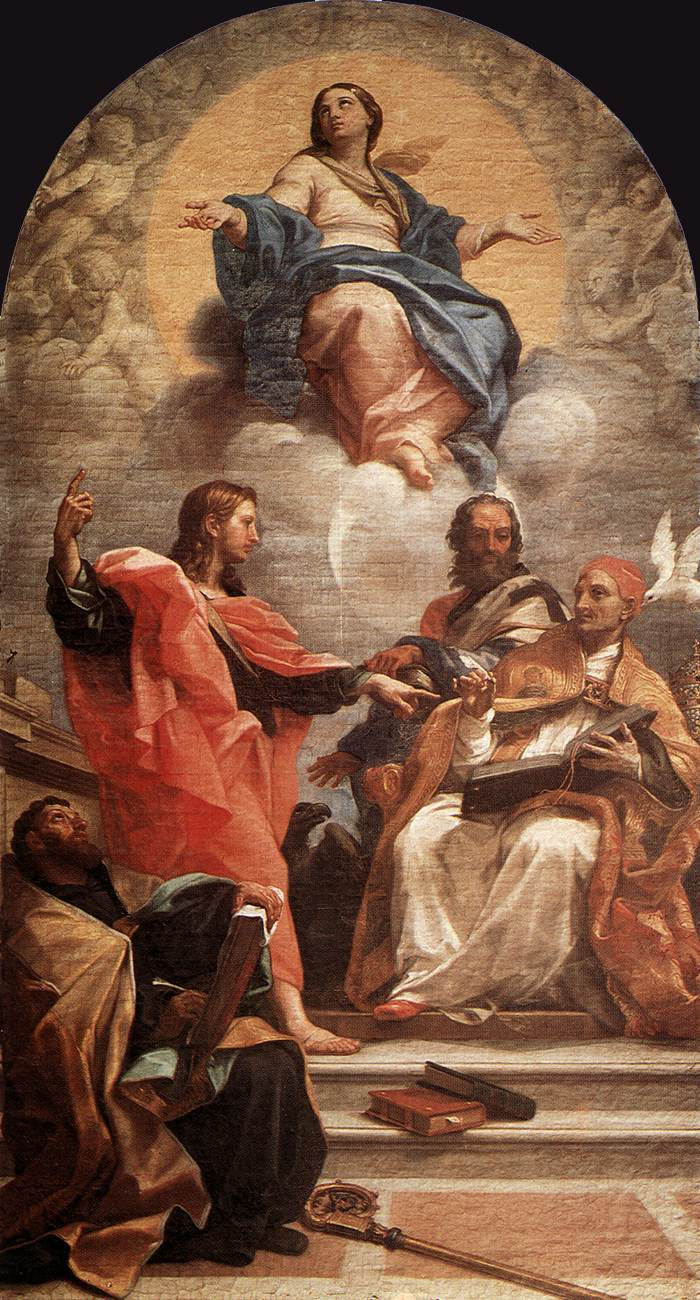
Carlo Maratta, 1689
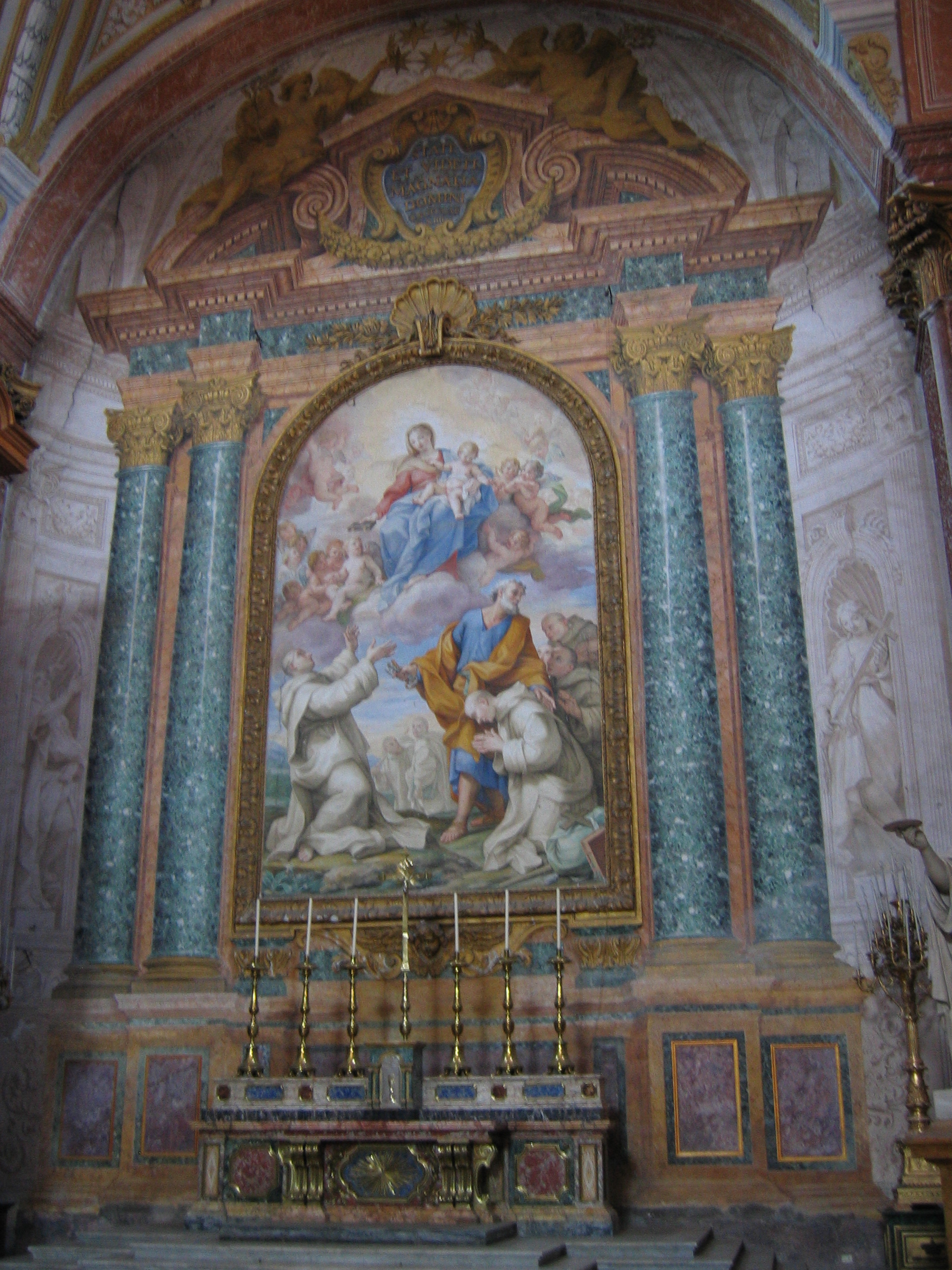
Santa Maria degli Angeli, Roma
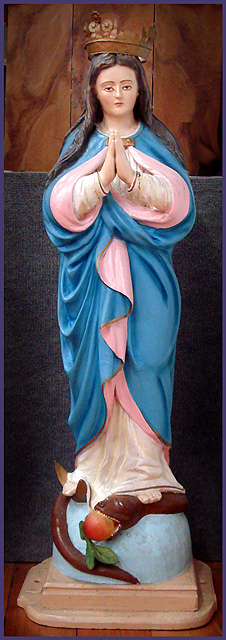
Caxias do Sul, Brasil
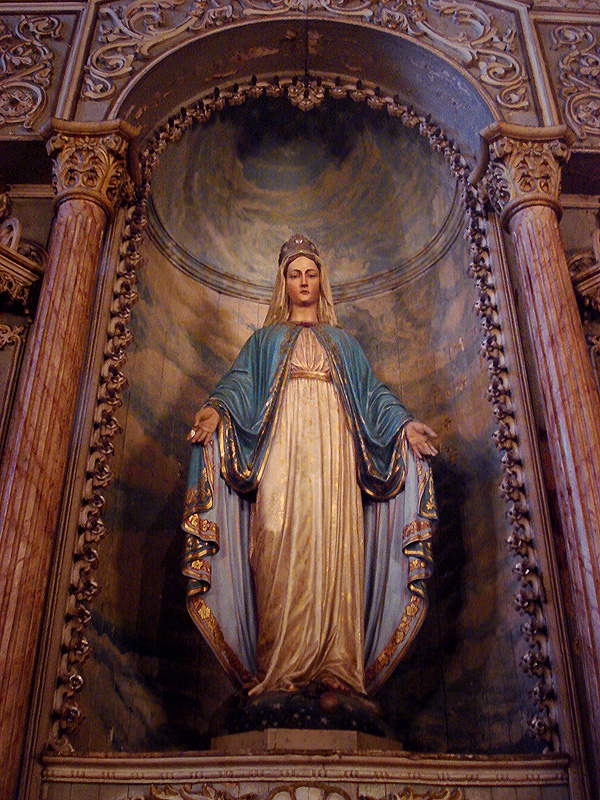
Statue, Porto Alegre, Brasil, século XIX
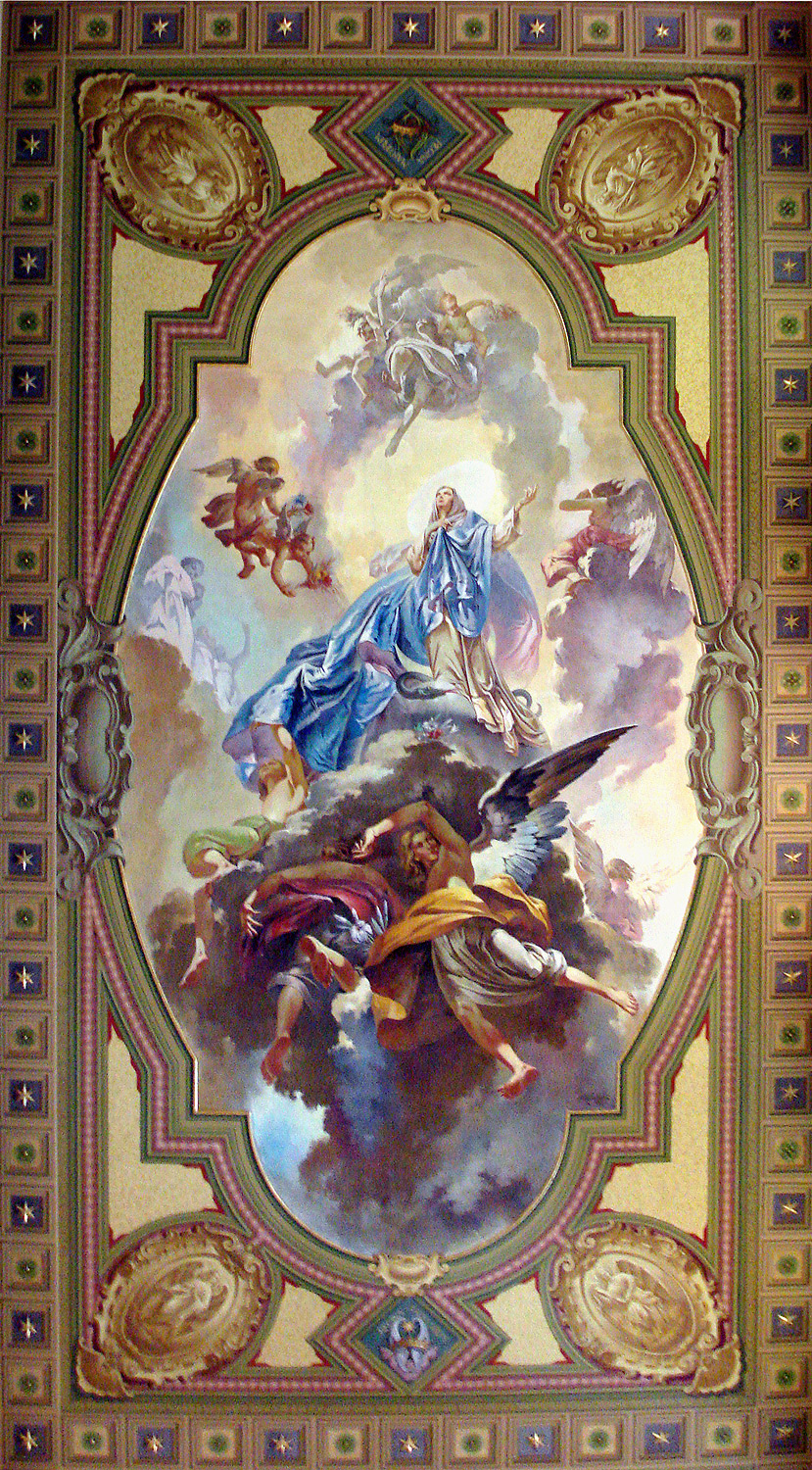
Aldo Locatelli, Brasil, século XX
Immacolata concezione de Tiepolo, 1767–68